# Titelbild

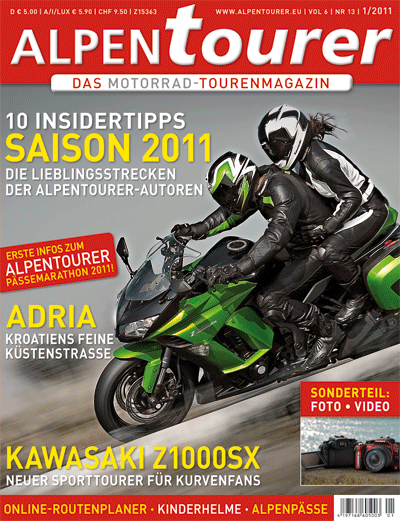
Titelseite mit Titelfoto einer Motorzeitschrift

Das Titelbild ist das Motiv auf der Titelseite eines Buchs oder einer Zeitschrift. Das Titelbild illustriert in der Regel den Titel des Buchs (der Titelgeschichte bei Zeitschriften) und soll den Leser zum Kauf animieren. Bei der Auswahl von Titelbildern wird häufig davon ausgegangen, ein Motiv zu wählen, welches auch aus größerer Entfernung erkennbar ist.
Abhängig vom jeweiligen Medium spielt das Titelbild unterschiedliche Rollen:
- Bei Zeitungen spielte ein Titelbild drucktechnikbedingt traditionell keine Rolle, inzwischen zeigen Zeitungen auch größere, oft farbige Abbildungen auf der Titelseite, die als besonders konservativ geltende Frankfurter Allgemeine Zeitung verzichtete bis 2007 ganz auf Abbildungen auf der Titelseite im Gegensatz zur Boulevardpresse, die schon früh auf die Wirkung von Titelbildern setzte, bekanntestes Beispiel ist BILD, wo der Name bereits Programm ist.
- Bei Magazinen und Zeitschriften begann mit bereits Anfang des 20. Jahrhunderts das Titelbild als Teil des Marketing eine wichtige Rolle zu spielen. Anfangs waren das Grafiken, ab den 1920er Jahren auch Fotos. Vorreiter waren hier Zeitschriften wie La Vie Parisienne mit den farbigen Titelbildern von Chéri Hérouard oder die Titelbilder von Time, das ab Mitte der 1920er als Coverfoto (siehe unten) die Porträtfotografie einer in der Titelgeschichte behandelten Person zeigte, gelegentlich ist statt eines Fotos auch eine Karikatur das Titelbild. Diesem Vorbild folgte ursprünglich auch Der Spiegel, heute sind die Spiegel-Titelbilder meist die Titelgeschichte illustrierende, oft symbolhafte Grafiken.
- Bei Büchern wurde durch den Wandel vom gebundenen Buch, wo das Frontispiz auf der dem Titel gegenüberliegenden Seite die Rolle eines Titelbilds innehatte, hin zum broschierten Paperback und zum modernen Taschenbuch der Umschlag mit Umschlagbild zum wichtigsten Werbeträger. Ziel ist dabei, durch Stil und Inhalt des Bildes erstens einen Eindruck vom Inhalt zu vermitteln, zweitens durch ansprechende Gestaltung möglichst zum Kauf zu animieren und drittens eine Wiedererkennung von Verlag bzw. Buchreihe bzw. Autor zu gewährleisten. Bei Romanfassungen von Filmen bzw. Romanverfilmungen wird dabei häufig Bildmaterial des entsprechenden Films verwendet.

Da sich die modernen Formen der Gestaltung von Umschlag, Titelseite und Titelbild vorwiegend im angelsächsischen Raum entwickelten, sind entsprechende Begriffe häufig Zusammensetzungen mit dem englischen Cover für Hülle oder Umschlag. Dazu gehören:
- Coverbild: synonym zu Titelbild
- Coverfoto: ein Foto als Titelbild, insbesondere Porträtfotos in Zusammenhang mit einer Titelgeschichte, bekannt sind hier vor allem die Coverfotos des Time-Magazins, die unabhängig von der Titelgeschichte dem Abgebildeten eine besondere Bedeutung oder Popularität attestieren.
- Covergirl: Fotografie einer weiblichen Person (Models, weiblicher Stars oder sonst prominente Frauen), die insbesondere auf männliche Leser ansprechend wirken soll; notorisch ist die sexuell konnotierte Art der Abbildung (insbesondere bei Männermagazinen) und die oft intensive Retusche bzw. digitale Nachbearbeitung der Abbildung
- Cover Art: Die Titelbilder der Pulp-Magazine entwickelten in den 1930er und 1940er Jahren typische Stile und Themen, zum Beispiel die Weird Tales-Cover von Margaret Brundage. Aus diesen entstanden ab den 1960er Jahren eigene, teilweise durchaus anspruchsvolle künstlerische Formen für die Gestaltung von Titelbildern von Genreliteratur, insbesondere bei Science-Fiction-, Fantasy- und Horrorliteratur. Bekannte Namen sind hier Chris Achilleos, Frank Frazetta und Boris Vallejo.

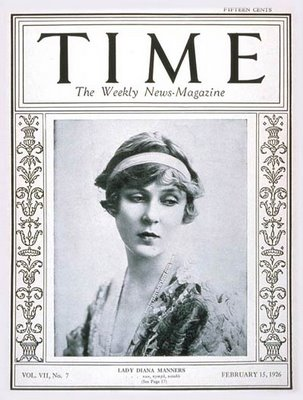
Time-Coverfoto von 1926
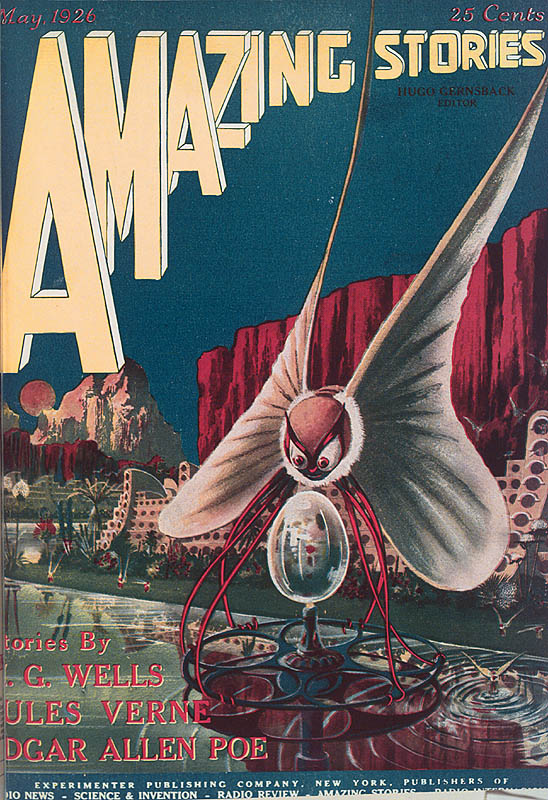
Cover Art eines frühen Science-Fiction-Magazins (Amazing Stories, 1926)
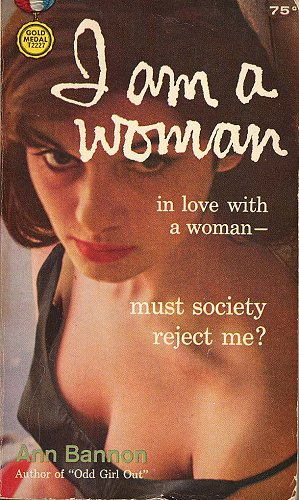
Buchtitelbild